# Technika Rolnicza, Ogrodnicza, Leśna
Technika Rolnicza, Ogrodnicza, Leśna – czasopismo naukowo-techniczne wydawane od 2004 r..
Czasopismo porusza tematykę związaną z techniką rolniczą, ogrodniczą, leśną, transportem specjalistycznym, technologiami uprawy i zbioru różnych kultur oraz infrastrukturą, ekologią i bhp. Publikuje także materiały z prac naukowo-badawczych, jest czasopismem punktowanym.

## Historia
„Technika Rolnicza, Ogrodnicza, Leśna” ukazuje się od 1 stycznia 2004 r. Do 2006 wydawana przez HORTPRESS, od 2007 przez Przemysłowy Instytut Maszyn Rolniczych (następnie Sieć Badawcza Łukasiewicz – Przemysłowy Instytut Maszyn Rolniczych). Od 2022 r. wydawcą jest Sieć Badawcza Łukasiewicz – Poznański Instytut Technologiczny.
Czasopismo (ISSN 1732-1719) powstało z połączenia dwóch pism: założonego w 1954 r. dwumiesięcznika „Technika Rolnicza” oraz wydawanego od 1954 r. miesięcznika „Przegląd Techniki Rolniczej i Leśnej”.
Od 2020 r. wydawane jest tylko w formie elektronicznej (e-ISSN 2719-4221) jako półrocznik.
Redakcja czasopisma mieści się w Poznaniu, przy ulicy Ewarysta Estkowskiego 6.

## Redaktorzy naczelni
1. Prof. dr hab. inż. Czesław Waszkiewicz (2004–2018)[5]
2. Dr hab. inż. Florian Adamczyk[6] (2019– )[5]